# Codarts
Universidad de Codarts para las Artes es una universidad holandesa en Róterdam que enseña música, danza y circo. Su ubicación actual fue establecida en 2000.

## Historia
Codarts tiene sus orígenes hasta el Conservatorio de Música de Róterdam, conocido como el Conservatorium Holthaus en honor a su director, Jos Holthaus (1879-1943). En 1886, el violinista alemán Willy Hess asumió una cátedra en el Conservatorio de Róterdam, que ocupó durante dos años.
En 1930 se fundó el Conservatorio de Artes Musicales de Róterdam con el compositor Willem Pijper como director. La Escuela de Danza de Róterdam fue fundada en 1931 por  Corrie Hartong como directora y la bailarina alemana  Gertrud Leistikow como profesora.   
La Segunda Guerra Mundial estalló en 1939 y los Países Bajos fueron invadidos en mayo de 1940. El 14 de mayo de 1940, los edificios de la escuela de danza y el edificio principal del conservatorio de Pijper fueron destruidos. Se mudaron a una casa grande y antigua, y lograron continuar las clases diurnas y nocturnas antes del toque de queda durante el resto de la guerra.  
El programa de artes circenses se lanzó en septiembre de 2006. 

## Escuelas
Codarts está dividido en el Conservatorio de Róterdam, la Academia de Danza y las Artes del Circo. 

## Exalumnos notables
- Ike Moriz, cantante, compositor y actor germano-sudafricano.
- Willemijn Verkaik, actriz de teatro holandesa, conocida por interpretar a Elphaba del musical Wicked en los Países Bajos, Alemania, Nueva York y Londres.
- Henk van der Vliet (1950), compositor y flautista holandés
- San Holo, productor discográfico y DJ holandés.
- Ralph Kaminski, cantante y compositor polaco